# 31190 Туссен
31190 Туссен (31190 Toussaint) — астероїд головного поясу, відкритий 27 грудня 1997 року.
Тіссеранів параметр щодо Юпітера — 3,365.